# Чарлс Самнер Тејнтер
Чарлс Самнер Тејнтер (енгл. Charles Sumner Tainter) (25. април 1854 – 20. април 1940) амерички научник и проналазач. Изумео је графофон који је патентирао 1886. године и тим доприносом отворио је пут за настанак грамофона. Добио је неколико угледних признања за свој графофон.Едисон га је тужио за крађу изума, али су спор решили мирним путем и Едисон је на свом новом фонографу ставио све иновације од Тејнтеровог графофона.

## Биографија
Тејнтер је рођен у Вотертауну, где је и похађао школу. Његово образовање је скромно, више је био самоук.1873. године добија, преко једне компаније која производи телескопе, прилику да отпутује на Нови Зеланд. 1878. отворио је радионицу за научне инструменте, а годину дана касније позвао га је Александар Грејем Бел у Вашингтон, у Волта лабораторију, где је и провео наредних седам година. У том периоду заједно са Чичестером Белом радио је на изуму графофона. 1886 оженио се са Лила. Р. Мунро. 1888. добио је упалу плућа која је оставила трајне последице на његови живот. 1903. се сели у Сан Дијего, Калифорнију. Четири године после смрти своје прве жене, оженио се са Лаура Ф. Ондердонк 1928.